# Praia de Guarajuba

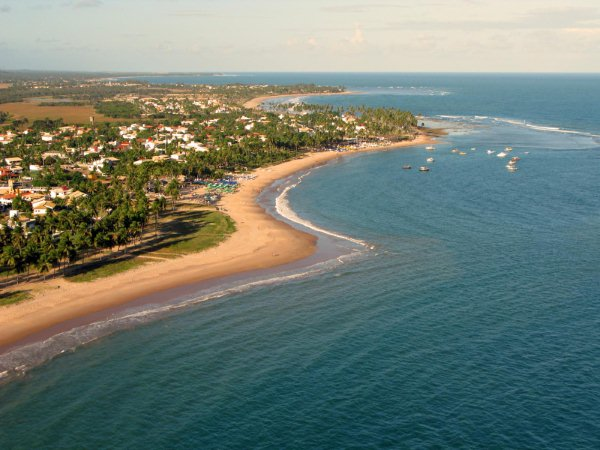
Vista aérea da praia de Guarajuba, Camaçari

A praia de Guarajuba é uma praia situada no estado da Bahia, Brasil. Fica localizada no bairro homônimo de Guarajuba, pertencente ao distrito de Monte Gordo, Camaçari, a cerca de 42 quilômetros de Salvador pela rodovia BA-099 (conhecida popularmente como Linha Verde, ou Estrada do Coco).
A praia é hoje, uma das mais frequentadas do litoral norte da Bahia, possuindo muitas barracas de venda de bebidas e alimentos, restaurantes tradicionais da culinária baiana, e hotéis de padrão alto custo, como o Vila Galé Marés.
A região abriga a Área de Proteção Ambiental Lagoas de Guarajuba, a qual se sobrepõe por outra em algumas áreas; a APA Litoral Norte da Bahia. Além disto, a praia foi condecorada com a certificação Bandeira Azul, uma certificação internacional com o cunho de incentivar autoridades e gestores de praias a procurar sustentar um alto padrão na qualidade de sua preservação e no cuidado com essas áreas.